# Кессель Старший, Ян ван
Ян ван Кессель Старший (нидерл. Jan van Kessel; 1626—1679) — южнонидерландский (фламандский)  живописец.
Ещё в детском возрасте начал учиться у Симона де Воса, а затем у Брейгеля Младшего, в 18-летнем возрасте уже записан в гильдию святого Луки в Антверпене. Был женат на дочери Брейгеля Старшего. 

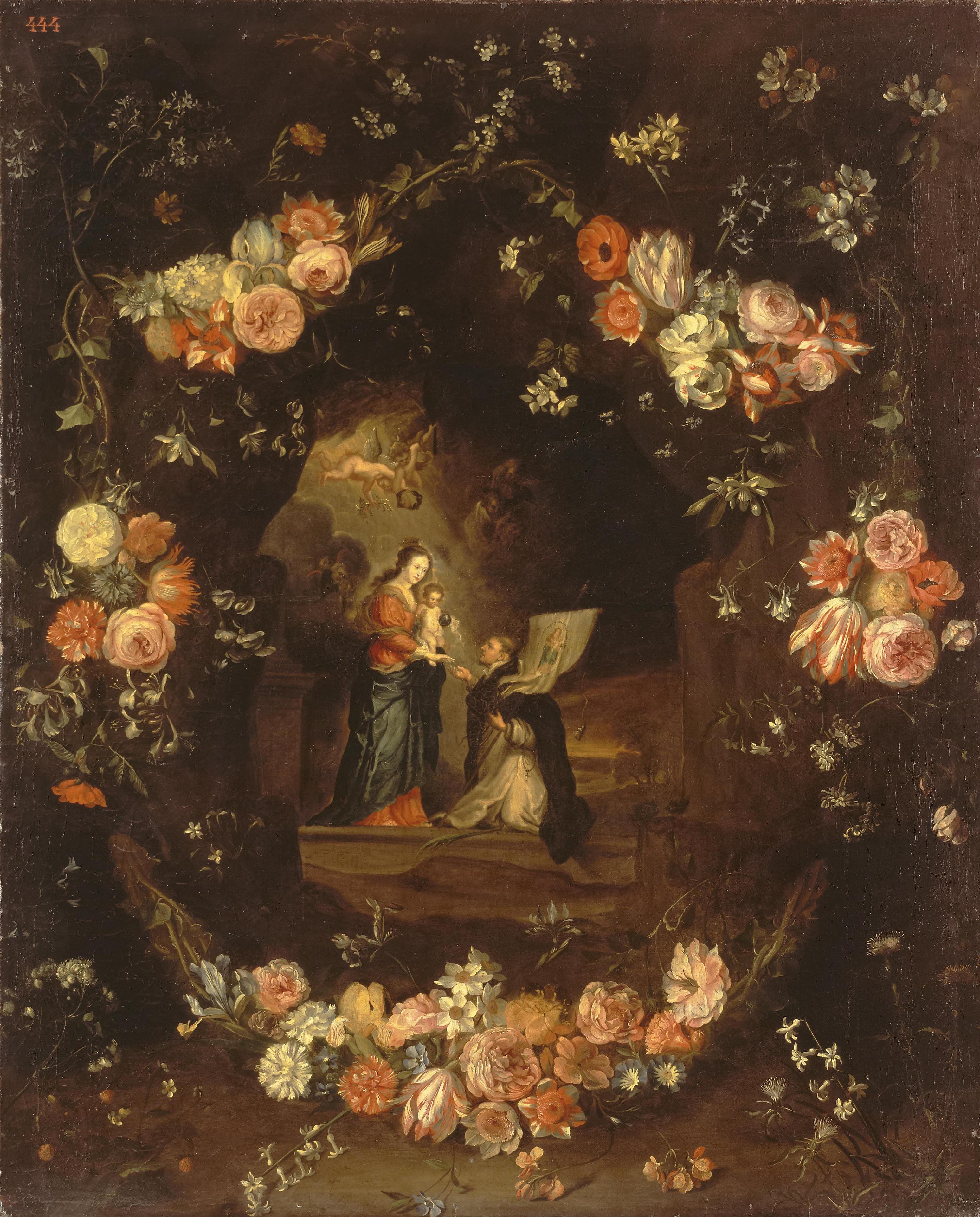
Мадонна с Младенцем.
Эрмитаж

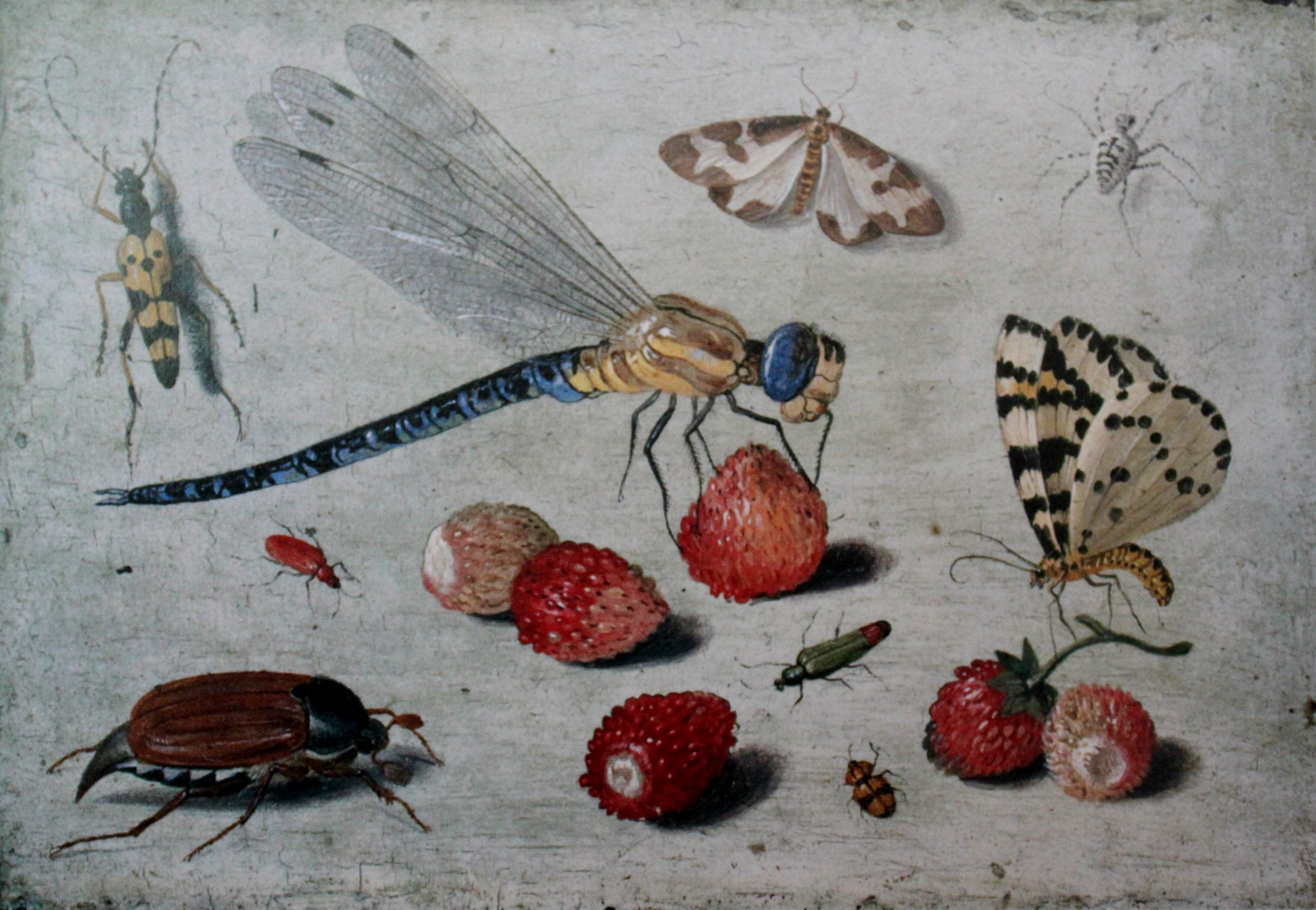
1650-е годы, маслом по меди, экспонат музея Эшмола.
«Стрекоза, 2 мотылька, паук, несколько жуков с земляникой»

Работал в различных жанрах: писал натюрморты, пейзажи, портреты, сцены с животными, аллегорические композиции, работы на мифологические и религиозные сюжеты. В число его наиболее известных работ входят «Святое Семейство в гирлянде цветов» (в Париже), «Пейзаж с животными и цветами», «Лавка цирюльника», «Табачная».
В Эрмитаже имеются его картины: «Венера в кузнице Вулкана» (1662) и «Мадонна с Младенцем и св. Идельфонсом в гирлянде цветов». В 1915 году для своей коллекции В. А. Щавинский приобрёл работу Кесселя «Птичник» на аукционе картин П. В. Деларова.